# Collection archéologique de l'État bavarois
La Collection archéologique de l'État bavarois (en allemand : Archäologische Staatssammlung, connue jusqu'en 2000 sous le nom de Prähistorische Staatssammlung (Collection préhistorique de l'État) à Munich, est le musée central de Préhistoire de l'État de Bavière, considéré comme l'un des plus importants musées archéologiques en Allemagne.

## Historique
Le musée a été fondé en 1885 à l'initiative du physiologiste et anthropologue Johannes Ranke (de),.
La collection était à l'origine exposée dans l'ancienne académie ou Wilhelminum, détruite en 1944. En 1954, elle reprit le nom de Prähistorische Staatssammlung.
Jusqu'en 1975, cette collection était abritée au Musée national bavarois. À partir de février 1976, un département a été ouvert dans un bâtiment spécialement conçu sur l'Englischer Garten, à côté du Musée national bavarois. Le bâtiment est en béton armé avec des panneaux d'acier résistant aux intempéries. Le nouveau bâtiment est l'aboutissement de nombreuses années d'efforts de la part de Hans-Jörg Kellner, conservateur de la Collection préhistorique d'État de 1960 à 1984, et de l'Association des amis de la Préhistoire bavaroise et de l'histoire ancienne, qu'il a fondée en 1973.
Le 11 mai 2000, le musée a été renommé Collection archéologique de l'État, afin de mieux refléter sa portée, qui en était venue à inclure les périodes médiévale et moderne à la fois en Bavière et à l'extérieur.

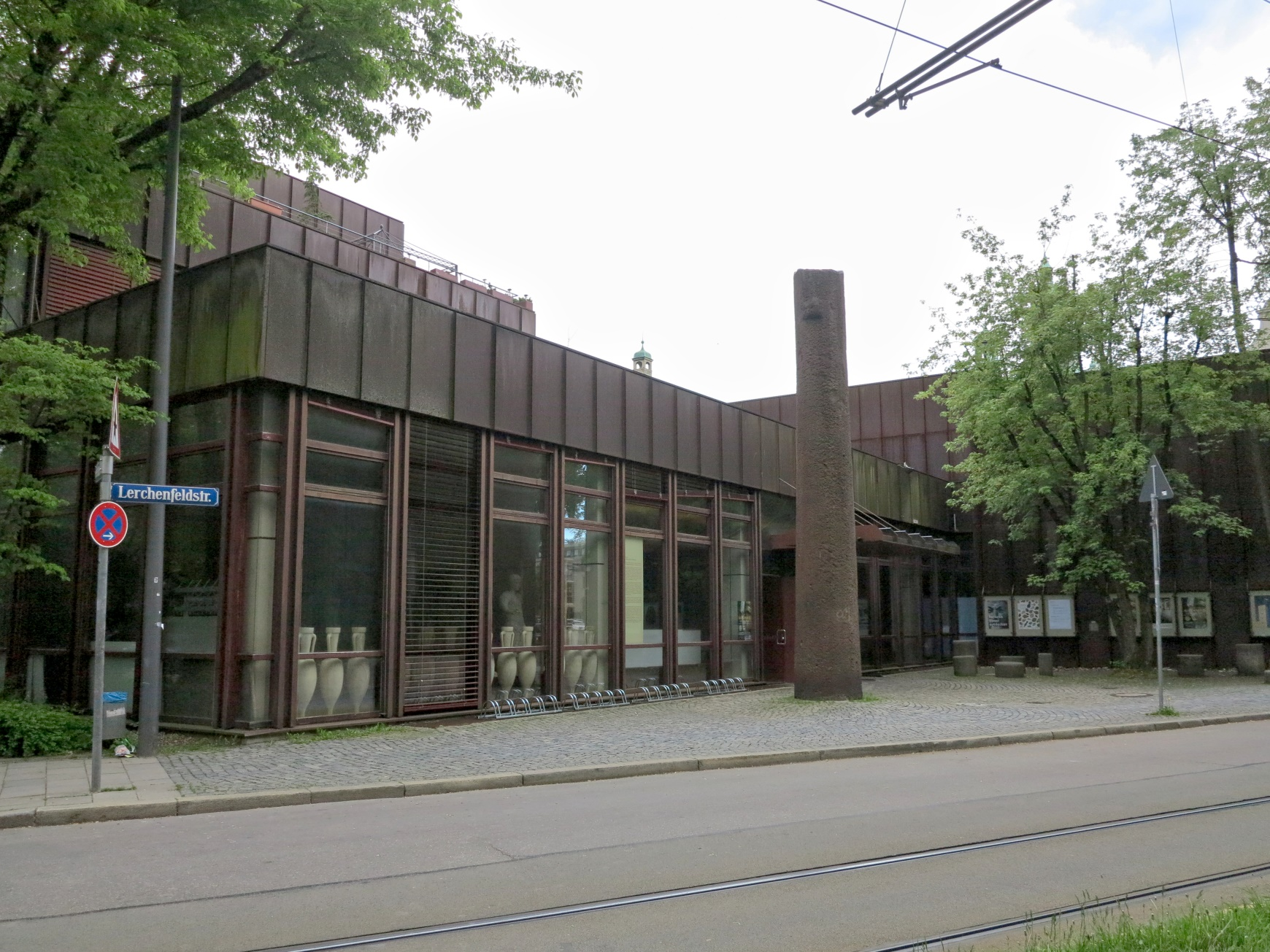
Façade, avec le monolithe caractéristique.
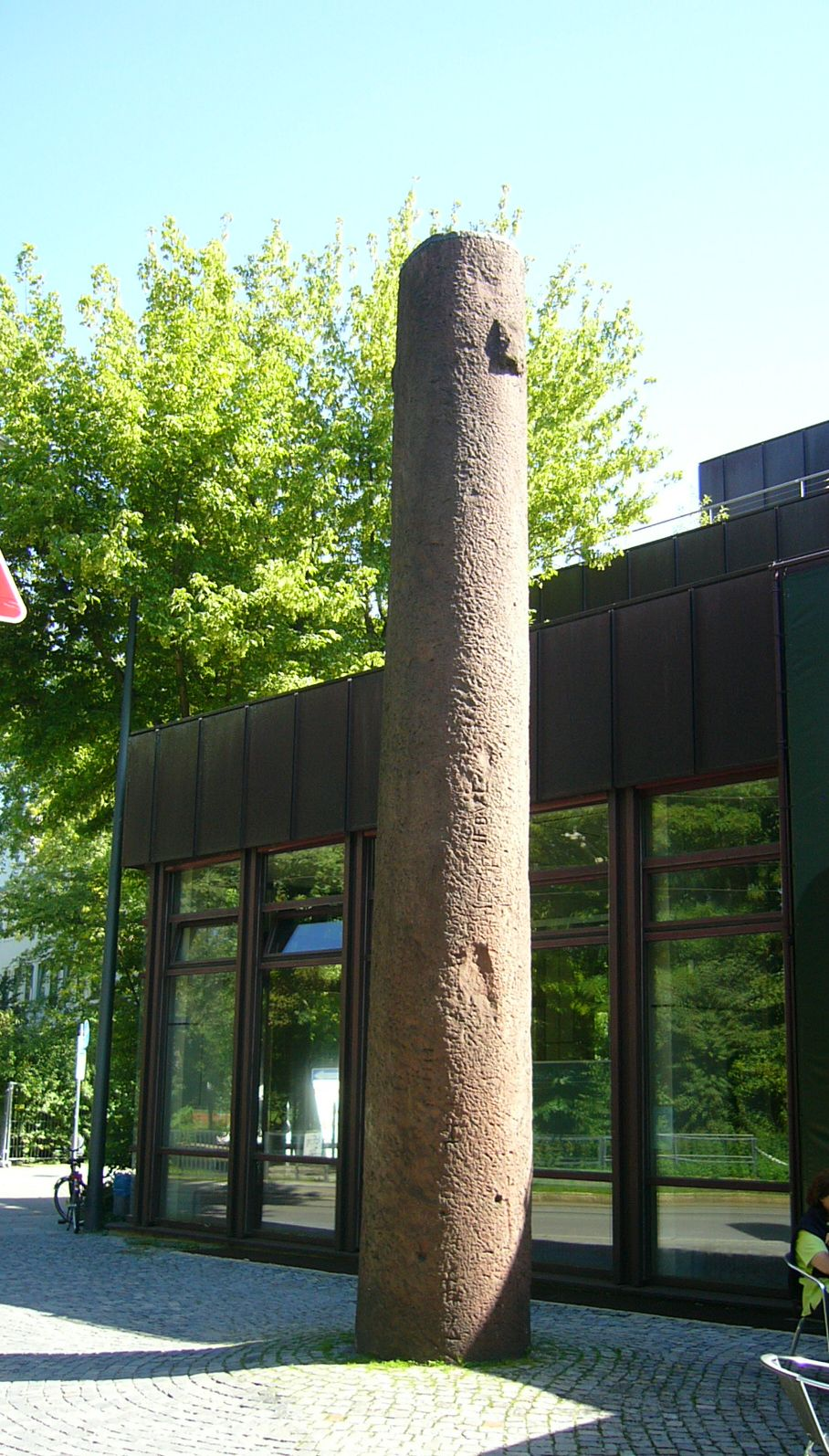
Monolithe du XIe s.
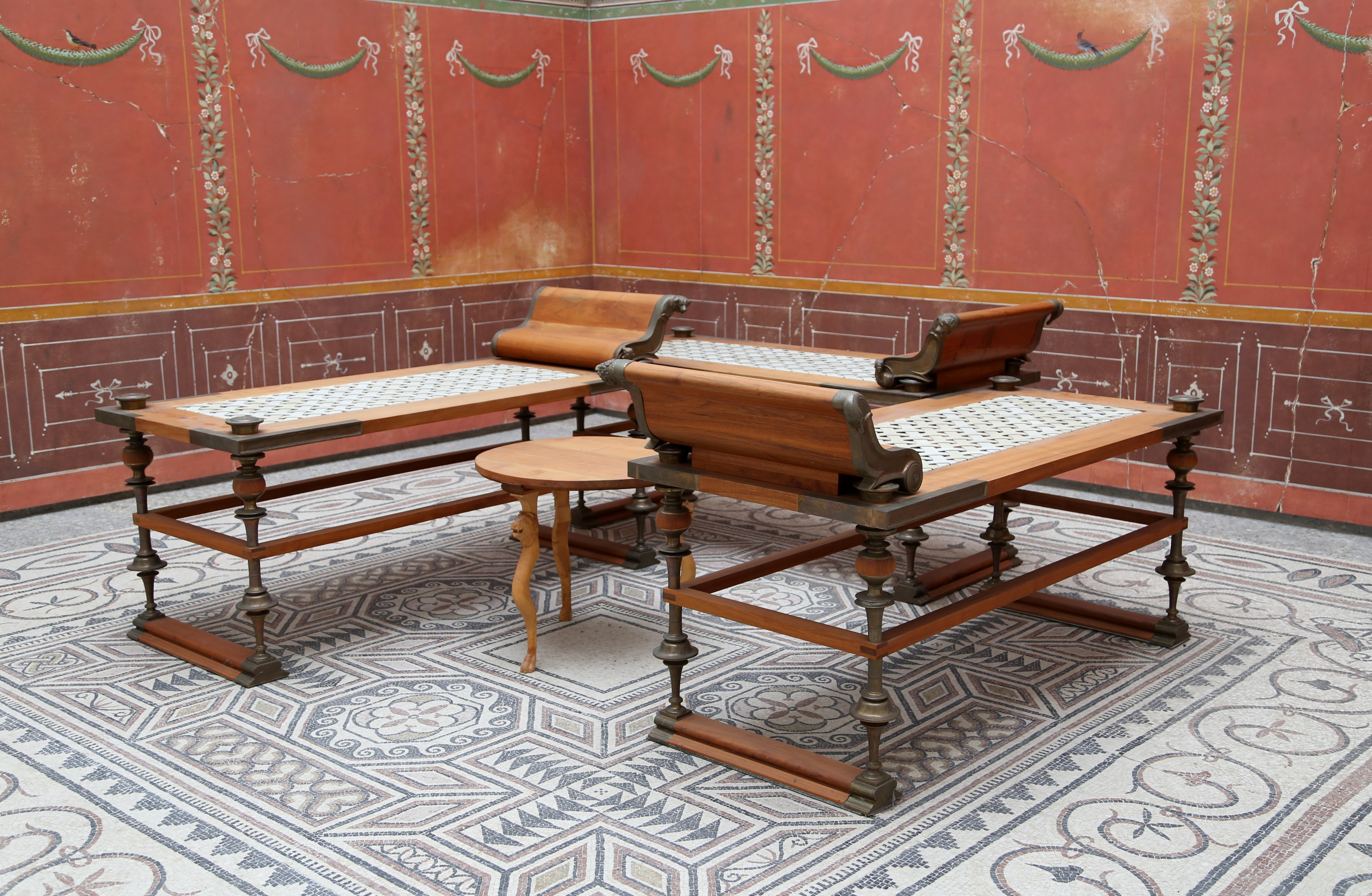
Reconstitution du triclinium d'une villa romaine.

## Collections
Le musée abrite la collection nationale bavaroise de la Préhistoire, représentée par des expositions principalement locales du Paléolithique, du Néolithique, de l'âge du bronze, de la culture de Hallstatt, de l'ère des Celtes, de l'Empire romain, de la période de migration et du début du Moyen Âge, avec quelques éléments d'époques ultérieures. Par exemple, il présente en permanence des découvertes mésolithiques de Speckberg, près d'Eichstätt, des artefacts de l'oppidum celtique de Manching et des parties d'un bain romain trouvées dans la colonie de Tegelberg, près de Schwangau, ainsi que le corps de tourbière d'une jeune fille de 20 ans datant du XVIe siècle et des modèles de pirogues de différentes périodes.
La collection a été structurée dans une exposition chronologique, qui est poursuivie par la collection du Musée national bavarois voisin.

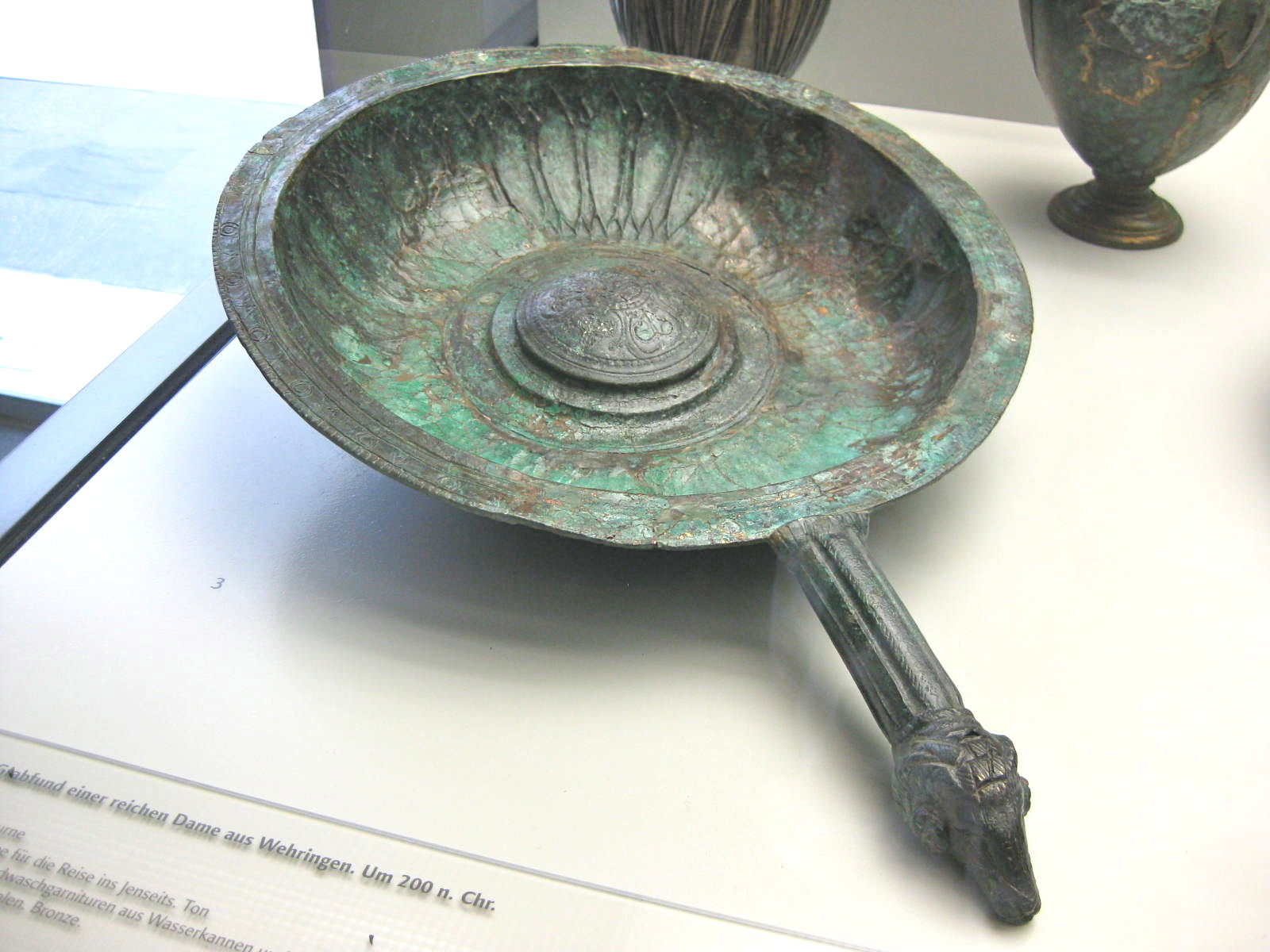
Patère en bronze de Wehringen, provenant d'une riche sépulture romaine.
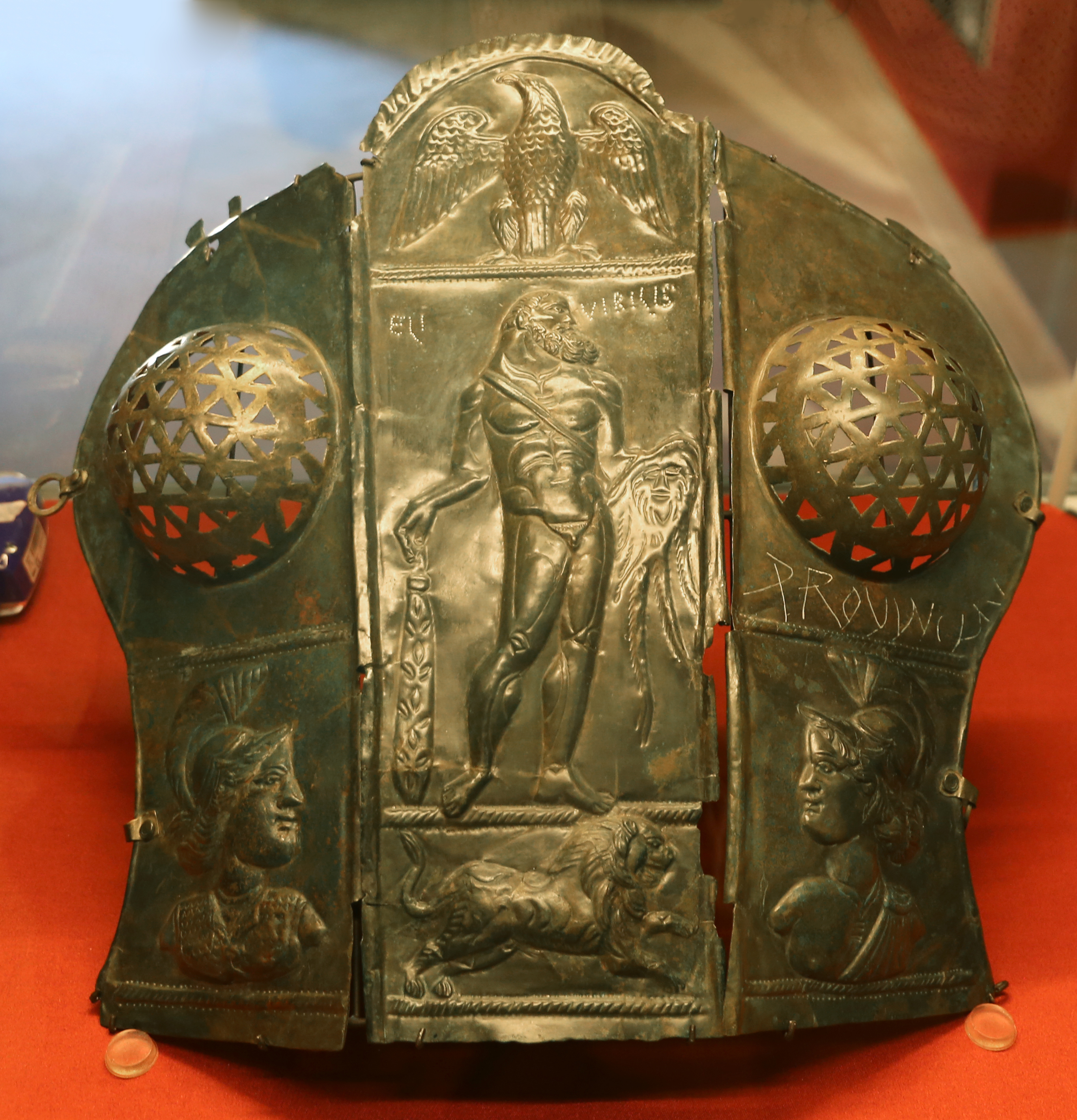
Casque de parade romain. Bronze, 200-250 ap. JC.
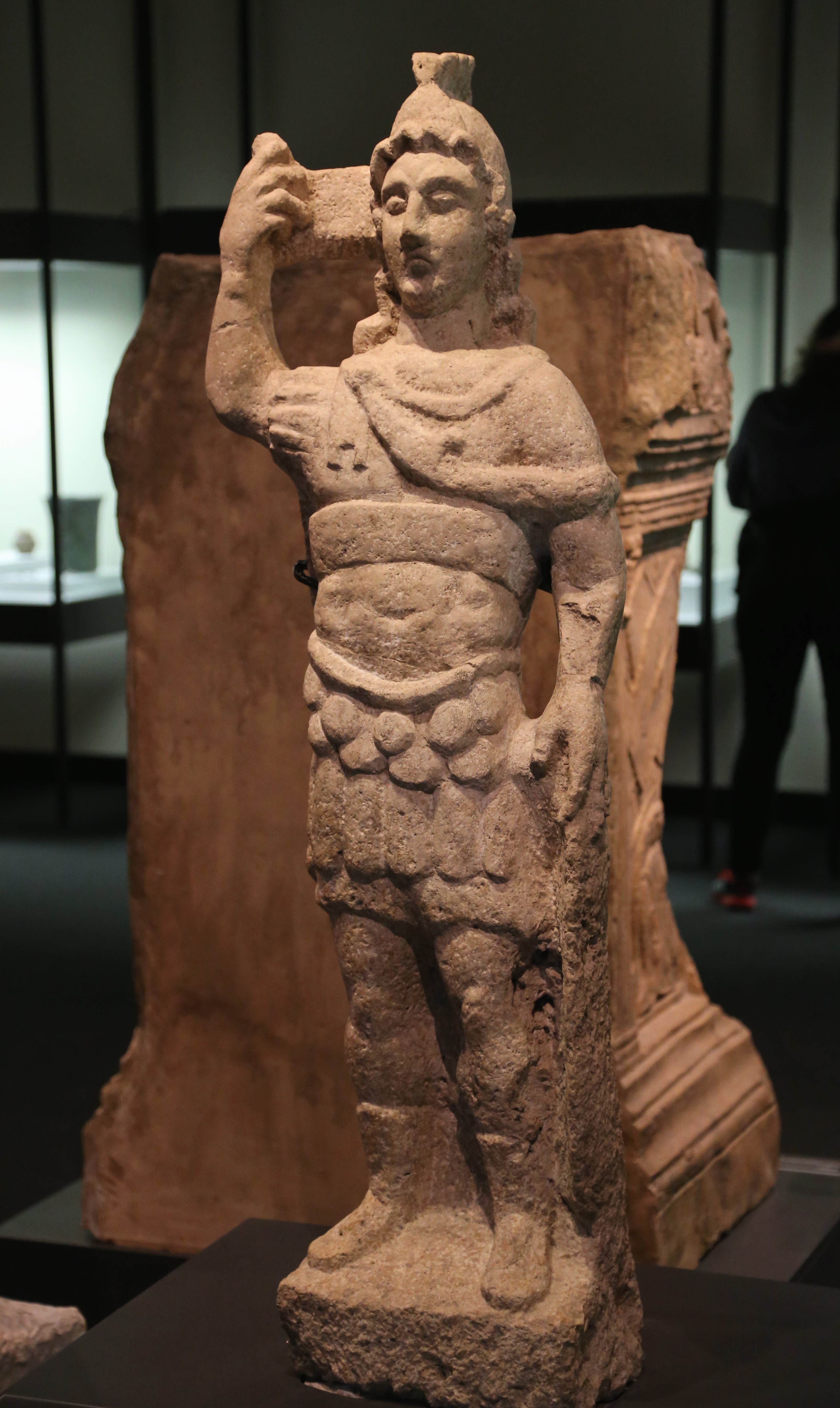
Statue romaine de Mars en armure de commandement. Calcaire, IIIe siècle.

## Sources
1. 1 2  (de) "Die Prähistorische Staatssammlung unter neuem Namen: Zukünftig Archäologische Staatssammlung - Museum für Vor- und Frühgeschichte", Mitteilungen der Freunde der bayerischen Vor- und Frühgeschichte 95 « https://web.archive.org/web/20110929214753/http://www.lrz.de/~arch/mitt/mitt095.htm »(Archive.org • Wikiwix • Archive.is • Google • Que faire ?), 29 septembre 2011, 24 September 2000
2. ↑  (de) Richard Bauer and Wilhelm Volkert, Handbuch der bayerischen Ämter, Gemeinden und Gerichte 1799-1980, Munich: Beck, 1983,  (ISBN 978-3-406-09669-3), p. 219
3. ↑  Bauer and Volkert, pp. 219–20.